# Baltic (Connecticut)
Baltic es un lugar designado por el censo (en inglés, census-designated place, CDP) situado en el municipio de Sprague, en Connecticut. Según el censo de 2020, tiene una población de 1186 habitantes.

## Geografía
La localidad está ubicada en las coordenadas 41°36′35″N 72°04′55″O / 41.60972, -72.08194 (41.609703, -72.081896).